# Platte Valley Trolley
Platte Valley Trolley, också benämnd Denver Trolley, är en amerikansk museispårväg i Denver i Colorado.
Denver har haft ett spårvägsnät på ungefär 400 kilometer i staden och också snabbspårväglinjer på sammanlagt 64 kilometer till Golden och Boulder. Detta drevs fram till 1950. Denver Heritage Rail Society trafikerar sedan 1989 Denver Trolley Route 84 på en del av Rapid Transit Denvers West Corridor snabbspårvagnslinje till Lakewood och Golden. Linjen börjar vid Confluence Park, där staden Denver ursprungligen byggdes upp, och går till sammanflödet av South Platte River och Cherry Creek River.  
Spårvagn nr 25 köptes i samband med nedläggningen av spårvägen i Denver av Rocky Mountain Railroad Club, som sålde spårvagnen vidare till West Corridor Rail Historical Cooperative. Detta är ett samarbete mellan staden Lakewood och Denver Heritage Rail Society.
Platte Valley Trolley trafikerar linjen med spårvagn nr 25, en replika från 1986 av en öppen spårvagn, som tillverkades 1903 av J.G. Brill Company. Trucken och delarna av stål kommer från Melbourne-spårvagn från 1924. Den drivs dieselelektriskt av en Cummins 6BT. Spårvagnen köptes i samband med nedläggningen av spårvägen i Denver av Rocky Mountain Railroad Club, som sålde spårvagnen vidare till West Corridor Rail Historical Cooperative. Detta är ett samarbete mellan staden Lakewood och Denver Heritage Rail Society.